# Ливерпульский залив
Ливерпульский залив (англ. Liverpool Bay) — залив Ирландского моря в западной части Великобритании. Название происходит от английского города-порта Ливерпуль.

## География
Южное побережье залива относится к Уэльсу, восточное — к Англии (графства Чешир, Мерсисайд и Ланкашир).
В залив впадают такие реки, как Клуйд, Ди, Риббл, Мерси.

## Экономика
В связи с тем, что здесь расположен один из крупнейших портов Великобритании — Ливерпуль — через залив проходит большое количество кораблей.
На нефтяных месторождениях Ливерпульского залива расположен Douglas Complex, принадлежащий итальянской компании «Eni».
Возле южного побережья залива с 2003 года действует шельфовая ветроэлектростанция North Hoyle — первая крупная шельфовая ветроэлектростанция Великобритании.